# Art contemporain japonais
 (août 2008).
L'art contemporain japonais a subi la plupart des influences de l'art contemporain mondial. Mais la puissance des traditions japonaises, la présence oppressante d'un environnement urbain dense et les différents traumatismes subis par le Japon depuis 60 ans (défaite de 1945, bombardements atomiques, séismes, crise économique, tsunamis, etc.) induisent une production plutôt riche et originale. De plus l'influence originale du mouvement d'avant garde Gutai, développé à partir de 1956 a marqué profondément l'art contemporain jusqu'à nos jours. D'après Caroline Ha Thuc, « Le mouvement Gutaï, faisant table rase du passé, est aujourd'hui perçu comme étant à l'origine de la quête identitaire de la nouvelle scène artistique  japonaise ».)

## Vue d'ensemble
De nombreux artistes continuent, en la renouvelant, la tradition des arts japonais classiques, la peinture sur paravent, les estampes, la calligraphie ou l'ikebana. La peinture traditionnelle de fleurs, de kimonos perdure, à travers des artistes, souvent des femmes. Miyoko Hotori (1927-) et Rieko Morita (1955-) ont des styles assez proches, bien que de générations différentes.
Baignés dès leur plus jeune âge dans les dessins animés de la télévision, les bandes dessinées, les mangas, les jeux vidéo et les téléphones portables à écran, les jeunes Japonais sont durablement influencés par ces images, qu'ils revisitent ensuite avec leur propre sensibilité. Dès leur plus jeune âge, la plupart des Japonais ont un uniforme, celui du collège, puis du lycée. Entre dix-huit et vingt-cinq ans les jeunes ont des tenues très colorées et souvent provocantes, mais pour la plupart, le premier emploi salarié sonne l'heure du retour au costume-sombre-chemise-blanche du salaryman et au tailleur strict de l'office lady.
D'après Charlène Veillon, la crise identitaire qui inspire les artistes a une double origine: « La crise identitaire japonaise comporte deux faces:  le culte identitaire de la nationalité nipponne et ... les interrogations nées de la crise économique et sociale des années 1990. ». Les artistes qui veulent sortir de l'ordinaire se dirigent soit vers la provocation, soit vers le rêve, soit encore dans une exagération de la banalité de leur environnement.
Pour Marie Parra-Aledo, « La notion de pudeur et de pornographie ne sont pas les mêmes au Japon et en Occident, montrer ses sentiments peut être plus provoquant que d'exhiber des représentations de bondages... Avec des styles et à des époques différentes les errances dans les rues chaudes de Tokyo d'un Nobuyoshi Araki, d'un Daidō Moriyama ou d'un Tadashi Yamaneko sont caractéristiques de cette tendance ».
Soixante-quinze pour cent (75 %) des Japonais habitent dans la grande plaine côtière urbanisée qui va de Tōkyō à Ōsaka, les autoroutes urbaines passent à trois mètres du toit des temples. La télévision, Internet à haut débit et les téléphones portables ont un taux de diffusion parmi les plus élevés du monde. Toutes les villes sont équipées de distributeurs automatiques de billets de train, de métro, mais aussi de boissons, nourritures, appareils photos, brosses à dents etc.

Mieko Watanabe en 2006 conclut ainsi son Japanese Contemporary Art since 1945 :

« L'art contemporain japonais se dit souvent conceptuel, c'est-à-dire que, partant d'un concept, il peut parvenir à procurer une sensation. Partant de l'éprouvé, il se confronte à la mémoire collective pour arriver précisément à une idée, c'est-à-dire à un élément que l'on peut comparer. »

## Quelques mouvements
- Gutaï
- Mono-ha
- Superflat

## Quelques artistes représentatifs
- Isamu Noguchi (né en 1904 à Los-Angeles- mort en 1988). C'est un artiste américano-japonais, il a travaillé à New York, Tōkyō, Paris. Ses sculptures de marbre sont la fierté du musée de Yokohama.
- Yayoi Kusama (née en 1928 à Matsumoto)
- Ikkō Tanaka (né en 1930 à Nara, mort en 2002)
- Atsuko Tanaka (née en 1932 à Ōsaka) vit et travaille à Nara.
Elle a été un des chefs de file du mouvement d'avant-garde japonais Gutai qui a eu un impact mondial à partir de 1956.
- On Kawara (né en 1933), vit à New York et base son œuvre depuis la fin des années 1960 sur l'écoulement du temps, notamment au travers de toiles sur lesquelles figure la date du jour, concept qui l'a rendu célèbre.
- Tadanori Yokoo (né en 1936 dans la préfecture de Hyōgo)
- Key Sato, peintre (né en 1906 à Ōita, mort en 1978 à Beppu)
- Ado Sato, peintre (né en 1936 à Yokohama, mort en 1995 à Tokyo), fils de Key Sato.
- Nobuyoshi Araki, photographe, né en 1940
- Yasumasa Morimura (né à Osaka en 1951)
- Yoshitaka Amano (né en 1952 à Shizuoka)
- Rieko Morita (née en 1955)
- Yoshitomo Nara (né en 1959-)
- Makoto Aida (né à Niigata en 1965)
- Kimiko Yoshida (née à Tokyo en 1962)
- Takashi Murakami (né à Tōkyō en 1962)
- Miwa Yanagi (née en 1967 à Kobe)
- Mariko Mori (née à Tōkyō en 1967)
- Tadashi Yamaneko (né à Nyugawa en 1970)

#### Généralités
- Sophie Cavaliero (trad. du français), Nouvelle garde de l'art contemporain japonais, Poitiers, Lézard noir, 2011, 302 p. (ISBN 978-2-35348-029-6, BNF 42523391)
- Caroline Ha Thuc, Nouvel art contemporain japonais, Paris, Nouvelles éditions Scala, 2012, 127 p. (ISBN 978-2-35988-058-8, BNF 42662579)
- Hasegawa, Yuko (dir.) (exposition), Japanorama : nouveau regard sur la création contemporaine, Centre Pompidou-Metz, 2017, 447 p., 29 cm (ISBN 978-2-35983-049-1)
- Michael Lucken, L'art du Japon au vingtième siècle : Pensée, formes, résistances, Paris, Hermann, 2001, 270 p. (ISBN 978-2-7056-6426-8, BNF 38811137)
- Michael Lucken, Japon : L'archipel du sens, Perrin, 2016, 230 p. (ISBN 978-2-262-06421-1)
- Maria Parra-Aledo, Essai sur l'art dans la société japonaise moderne : années 1970-2000, Lyon, Études japonaises, coll. « Passage », 2008, 374 (ou 416 ?) (ISBN 978-2-9531830-0-9, BNF 41399988)
- Shimatani, Hiroyuki (commissaires) et Michel Maucuer (exposition, Paris, Musée national des arts asiatiques-Guimet, 21 octobre 2015-11 janvier 2016), L'empire de l'encre : calligraphies contemporaines japonaises, Hermann, MNAAG, 2015, 127 p., 26 cm. (ISBN 978-2-7056-9134-9)  (ISBN 979-10-90262-27-0): MNAAGuimet
- Charlène Veillon, L'art contemporain japonais : quête d'une d'identité : expression de la crise identitaire dans l'art contemporain japonais : 1990 à nos jours, Paris, l'Harmattan, 2008, 354 p. (ISBN 978-2-296-06106-4, BNF 41341789)

#### Monographies d'artistes
- Sophie Makariou et Michel Maucuer (commissaires) (exposition, Paris, Musée national des arts asiatiques Guimet, 13 avril - 19 septembre 2016), Carte blanche à Shouchiku Tanabe, RMN, 2016, 48 p. (ISBN 978-2-7118-6354-9 et 2-7118-6354-9)